# Makowskie
Makowskie [pronunciación en polaco: /maˈkɔfskʲɛ/] es un pueblo ubicado en el distrito administrativo de Gmina Jedwabne, dentro del Condado de Łomża, Voivodato de Podlaquia, en el norte de Polonia oriental. Se encuentra aproximadamente a 8 kilómetros al este de Jedwabne, a 26 kilómetros al noreste de Łomża, y a 54 kilómetros al oeste de la capital regional Białystok.